# バーナム・ブラウン
バーナム・ブラウン（Barnum Brown、1873年2月12日 - 1963年2月5日）はアメリカ合衆国カンザス州カーボンデール生まれ。興行師のP・T・バーナムにちなんで名付けられたとされる。20世紀初頭のアメリカにおいて最も有名な化石ハンターの一人であった。
ブラウンはアメリカ自然史博物館の職員として、化石の売買交渉のためアメリカ全土を回った。彼の担当は恐竜に限らず、科学的に価値のあるものならば何でも収集し、時に収集品が博物館の一角を占有してしまうほどであった。しばしばブラウンは自腹で化石を博物館に送っていた。また興味深い新発見に際しては、発見者に慌しく書簡を送ることもあった。
1890年代末、ワイオミング州で5年ほど職務をこなしたブラウンは、モンタナ州南東部にあるのヘルクリーク層（Hell Creek Formation）へと遠征に出向いた。1902年、そこで彼は（記録として残る中で）世界で最初となるティラノサウルスの化石を発見、発掘した。
ヘルクリークでの発掘作業は大成功を収め、得られた化石は貨車に満載されるほどであった。ブラウンらは化石を覆う何トンもの岩石を除去するために、当時一般的だったダイナマイトによる発破を駆使した。化石は全て馬車もしくは人力輸送で運搬された。現場から運び出された化石は相当な量にのぼったが、その発掘場所に関する記録はほとんど残っていない。
モンタナ州での10年近くの活動の後、ブラウンはカナダアルバータ州ドラムヘラー近郊のレッドディア川（Red Deer River）に向かった。ブラウンらはそこでフラットボートを用いて川を下りながら、化石が眠っていそうな露頭を見つけては採掘を行ったが、同じ頃、やはり化石ハンターとして有名であったカナダのスタンバーグ家も同様の方法で発掘していた。化石戦争の最中、ブラウンはマーシュ派、スタンバーグはコープ派とそれぞれ敵対する派閥に属して競争を重ねていたが、プライベートでは良き友人としての関係を保ち、彼らの発見は後の古生物学の発展に大きく寄与した。
ブラウンの最も重要な発見の1つは、1910年にカナダのドライ・アイランド・バッファロー・ジャンプ州立公園（Dry Island Buffalo Jump Provincial Park）にてアルバートサウルスの後足を見つけたことである。しかし、この発見はアメリカ自然史博物館が休館している間に忘れ去られてしまった。この発見が再び日の目を見たのは、1998年の夏になってのことである。当時カナダのロイヤル・ティレル古生物学博物館の館長を務めていたフィリップ・カリー博士（Philip J. Currie）が、古い写真のみを頼りにこの後足の出土現場を特定し、発掘作業を再開したのである。ロイヤル・ティレル博物館支援の発掘作業は2005年に終わっているが、カリー博士が移籍したアルバータ大学にて新たな発掘隊が2006年に組織されており、作業は今後もしばらく続行される見通しである。
ブラウンは多才な人物で、第一次世界大戦および第二次世界大戦中には参謀として活躍した。加えて、彼は海外遠征の際に石油会社の産業スパイとして働き、副収入を得ていた。カナダの発掘現場で撮影された写真には、よく大振りの毛皮のコートを着たブラウンが写っている。
ブラウンの妻リリアン（Lilian Brown）は、彼の発掘調査に同行した際の回想録 "I Married a Dinosaur" を綴り、1950年に出版している。
ブラウンへのオマージュとして、1998年に作られたIMAX映画 "T-Rex: Back to the Cretaceous" の作中にブラウンが登場している。演じた俳優はローリー・マードック（Laurie Murdoch）である。

## 関連書籍
- バーナムの骨―ティラノサウルスを発見した化石ハンターの物語（2013年）著者トレイシー・E. ファーン、翻訳：片岡しのぶ